# Sical stuardinus
Sical stuardinus is een insect uit de familie van de mierenleeuwen (Myrmeleontidae), die tot de orde netvleugeligen (Neuroptera) behoort. 
Sical stuardinus is voor het eerst wetenschappelijk beschreven door Navás in 1934.